# 1858 en Grèce
Chronologie de la Grèce
- 1854
- 1855
- 1856
- 1857
- 1858
- 1859
- 1860
- 1861
- 1862

Cette page concerne les évènements survenus en 1858 en Grèce  :

## Création
- Église évangéliste de Grèce (el)
- Début de la construction d'un nouveau bâtiment dans l'ancien parlement grec.
- À Athènes, début de la construction systématique d'un réseau d'égouts, à partir de la rue Stadíou[1].

## Naissance
- Sotíris Christídis (el), lithographe et peintre.
- Pláton Drakoúlis (el), personnalité politique.
- Konstantínos Kalláris (el), militaire.
- Sevastí Kallispéri, enseignante.
- Aléxandros Kontoúlis, général et diplomate.
- Xenofón Móschou (el), théologien.
- Michaíl Zóras (el), dramaturge.

## Décès
- Konstantínos Dragónas (el), médecin et activiste pour l'indépendance de la Grèce.
- Geórgios Grigoriádis (el), combattant pour l'indépendance puis personnalité politique.
- Geórgios Koundouriótis, protagoniste de la guerre d'indépendance puis Premier-ministre.
- Theódoros Manoúsis (el), professeur d'université.
- Geórgios Zalokóstas (el), poète et écrivain.